# Kalachuris de Mahishmati
Els Kalachuris (Kalacuri) foren una dinastia índia que va governar a l'oest de l'Índia central entre els segles vi i vii. Són també coneguts com a Kalachuris de Mahishmati, com els Haihayes o com a "primers Kalachuris" per distingir-los dels seus homònims posteriors.
El territori Kalachuri va incloure parts del modern Gujarat, Madhya Pradesh, i Maharashtra. La seva capital estava probablement localitzada a Mahishmati. L'evidència epigràfica i numismàtica suggereix que el més antics dels monuments de les coves d'Ellora i Elephanta van ser construïts durant el govern Kalachuri.
L'origen de la dinastia és incert. En el segle vi, els Kalachuris van aconseguir el control dels territoris anteriorment governats pel Guptes, els Vakatakes i els Vishnukundins. Només tres reis Kalachuris són coneguts per les inscripcions: Shankaragana, Krishnaraja, i Buddharaja. Els kalachuris va perdre el seu poder enfront dels Chalukya de Vatapi en el segle VII. Una teoria connecta la posterior dinastia Kalachuri de Tripuri i Kalyani als Kalachuris de Mahishmati.

## Territori
Segons les inscripcions Kalachuris, la dinastia va controlar Ujjayini, Vidisha i Anandapura. Les referències literàries suggereixen que la seva capital va estar localitzada a Mahishmati a la regió de Malwa.
La dinastia també va controlar Vidarbha, on van succeir als Vakatakes i als Vishnukundins.
A més a més, el Kalachuris van conquerir el nord del Konkan (al voltant d'Elephanta) a la meitat del segle vi. Aquí, van succeir a la dinastia Traikutaka.

## Krishnaraja

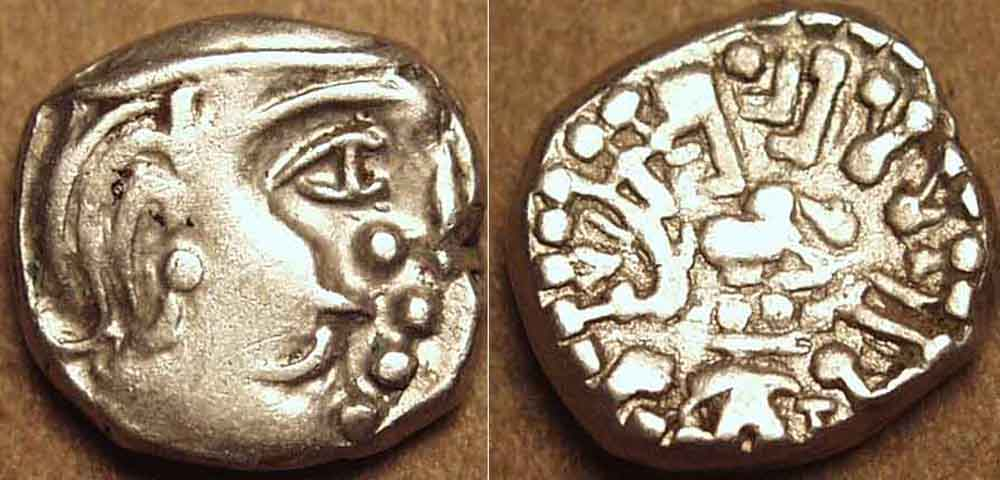
Moneda de plata de Krishnaraja

L'origen dels Kalachuris és incert.[2] Krishnaraja (regnant vers 550-575) és el governant conegut més antic de la dinastia. Va emetre les monedes que presenten llegendes en escriptura brahmi, imitant el disseny de monedes més primerenques emeses pels reis Traikutaka i els reis Gupta. Les seves monedes presenten un brau i estan basades en les monedes que va emetre Skandagupta. Les seves monedes de plata van circular àmpliament al voltant de 150 anys després del seu regnat.
El regne de Krishnaraja va incloure parts del modern Gujarat i Maharashtra.
Les monedes de Krishnaraja el descriuen com Parama-Maheshvara (devot de Xiva). Un inscripció del seu fill Shankaragana declara que va ser devot de Paxupati (Xiva) des del seu naixement.[2] L'evidència Històrica suggereix que podria haver encarregat els monuments xaivites de les coves d'Elephanta i les més antigues coves brahmàniques a Ellora.

## Shankaragana
Shankaragana (regnat: 575-600) fou el governant més antic de la dinastia a ser testificat per les seves pròpies inscripcions, les quals va ser fetes a Ujjain i Nirgundipadraka. Una donació a Ujjain és el més antic record epigràfic de la dinastia.
Shakaragana va adoptar els títols de l'emperador gupta Skandagupta. Això suggereix que va conquerir Malwa occidental la qual estava anteriorment sota autoritat gupta. El seu regne probablement també va incloure parts del modern Gujarat.
Com el seu pare, Shankaragana es va descriure com a Parama-Maheshvara (devot de Xiva).

## Buddharaja
Buddharaja fou el darrer governant conegut de la dinastia Kalachuri. Era fill de Shankaragana.
Buddharaja va conquerir Malwa, però probablement va perdre Malwa occidental enfront del governant de Vallabhi. Durant el seu regnat, el rei Chalukya Mangalesha va atacar el regne Kalachuri des del sud, en algun moment després el 600. La invasió no va resultar en una conquesta completa, com resulta evident per les donacions que Buddharaja va fer el 609-610, Vidisha el 610-611 i Anandapura. Buddharaja probablement va perdre la seva sobirania enfront del nebot de Mangalesha, Pulakeshin II.
Com el seu pare i avi, Buddharaja es va descriure com a Parama-Maheshvara (devot de Xiva). La seva reina Ananta-Mahayi pertanbyia a la secta Pashupata.

## Descendents
No es disposa de cap informació concreta sobre els successors de Buddharaja, però se sap que el 687 els Kalachuris havien esdevingut feudataries dels Chalukya.
Una inscripció d'un príncep anomenat Taralasvamin va ser trobada a Sankheda (on una de les donacions de Shankaragana també s'havia trobat). Aquesta inscripció descriu a Taralasvamin com a devot de Xiva, i el seu pare Maharaja Nanna com a membre de la família "Katachchuri". La inscripció està datada l'any 346 d'una era no especificada. Assumint l'era com la Kalachuri, Taralasvamin hauria estat un contemporani de Shankaragana. Tanmateix, Taralasvamin i Nanna no són esmentats en altres records Kalachuris. També, a diferència d'altres inscripcions kalachuris, la data en aquesta és esmentada en nombres decimals. A més, algunes expressions en la inscripció semblen agafades de les inscripcions Sendraka del segle VII. A causa d'aquestes evidències, V. V. Mirashi va considerar la inscripció de Taralasvamin com a falsa.
V. V. Mirashi va connectar els Kalachuris de Tripuri a la primera dinastia Kalachuri. Teoritza que els primers Kalachuris van traslladar la seva capital de Mahishmati a Kalanjara, i d'allà a Tripuri.

## Governants
Els següents són els governants coneguts de la dinastia Kalachuri de Malwa amb un calcul dels seus regnats:
- Krishnaraja (Kṛṣṇarāja), 550-575
- Shankaragana (Śaṃkaragaṇa), 575-600
- Buddharaja (Buddharāja), 600-625